# Bitwa pod Carrhae
Bitwa pod Carrhae (obecnie Harran w Turcji) – starcie zbrojne, do którego doszło 9 czerwca 53 roku p.n.e. pomiędzy legionami rzymskimi a Partami. Bitwa była jedną z największych klęsk, jakie w swojej historii poniosło Imperium Rzymskie.

## Podłoże konfliktu
W roku 54 p.n.e. Marek Licyniusz Krassus, jeden z triumwirów, po odbyciu konsulatu w Rzymie, udał się do Syrii, by zgodnie z ustaleniami zjazdu triumwirów w Lukce z 56 roku p.n.e. objąć namiestnictwo tej prowincji. Sąsiedztwo bogatej Partii, która kontrolowała część jedwabnego szlaku oraz handel między światem śródziemnomorskim a Indiami, podziałały na wyobraźnię Krassusa, który zapragnął łatwych podbojów rzymskich na Wschodzie. Chciał też dorównać w wojennej sławie kolegom-triumwirom: Cezarowi i Pompejuszowi.

## Przebieg kampanii
Wkrótce Krassus rozpoczął przygotowania do wyprawy partyjskiej. Jesienią 54 roku p.n.e., na czele swojej armii, przeprawił się na drugi brzeg Eufratu zajmując kilka miast – niektóre poddały się dobrowolnie. Zostawiając kilka garnizonów w Mezopotamii z resztą wojsk powrócił na zimowe kwatery do Syrii. Ta zwłoka w działaniach była, zdaniem Plutarcha, przyczyną późniejszych niepowodzeń Marka Krassusa. Pod koniec roku przybył do Syrii syn Krassusa, Publiusz Krassus, dawny, odznaczany za odwagę, legat Cezara w Galii, który przywiódł ze sobą liczący 1000 jeźdźców oddział galijskiej kawalerii. W styczniu 53 roku p.n.e. 39-tysięczna armia Krassusa przekroczyła Eufrat w pobliżu miasta Zeugma i w początkach maja znalazła się na terenie kontrolowanej przez Partów Mezopotamii. Składała się z siedmiu legionów, 4-tysięcznej jazdy Publiusza Krassusa oraz sprzymierzeńców. Legion rzymski w tym czasie liczył około 4800 ludzi, co daje ogólną liczbę 34 tysiące elitarnej piechoty uzbrojonej w ciężkie i lekkie oszczepy pilum, i krótkie miecze gladius, zaś uzbrojenie ochronne stanowiły hełmy, pancerze segmentowe i tarcze. Legioniści byli szkoleni do bezpośredniej walki wręcz, nie byli natomiast odporni na broń dalekonośną.
Po wkroczeniu na tereny Mezopotamii do Krassusa przybyło poselstwo od króla Partów Orodesa, który pytał o cel kampanii, skoro jego kraj nie jest w stanie wojny z Rzymem. Partowie wiedzieli, że taka wojna byłaby w Rzymie bardzo źle widziana, a poseł o imieniu Vagises miał przypuszczalnie zaoferować Krassusowi wysoki okup za wycofanie się z ich kraju. Rzymski wódz oznajmił jednak, że odpowiedzi na pytanie króla udzieli, gdy dotrze do Seleucji:

...na to Vagises wybuchnął śmiechem i rzekł, wskazując na środek swej otwartej dłoni: „Krassusie, prędzej mi tu włosy wyrosną, niż ty zobaczysz Seleucję!”.

Tymczasem w sojusz z Krassusem wszedł jego naturalny (bo zagrożony przez Partów) sprzymierzeniec, król Armenii Artawazdes II, który namawiał Krassusa, by pomaszerował na Partię przez bezpieczniejszą dla Rzymian Armenię. Krassus wybrał jednak krótszą marszrutę przez pustynny kraj w kierunku Seleucji i stolicy Partów Ktezyfonu, wobec czego Artawazdes wycofał się ze swymi czterdziestoma tysiącami. Do Rzymian dołączył natomiast na czele 6 tysięcy konnych Ariamnes, wódz arabskich Nabatejczyków, który jednak okazał się sojusznikiem Partów i prowadził legiony w pułapkę, odciągając je od rzeki i prowadząc na obszary pustynne.
Król Orodes podzielił swe wojska na dwie części: sam ruszył na czele większych sił na Armenię, by ukarać zbuntowanego Artawazdesa, a pozostałe oddziały – około 9000 konnych łuczników i 1000 ciężkozbrojnych kawalerzystów (katafraktów) pod wodzą Erana Surenasa – miały opóźniać marsz Rzymian aż do powrotu króla z kampanii na północy.

## Bitwa
Krassus maszerował wzdłuż Eufratu nie napotykając najmniejszego oporu, a jedynie ślady uchodzących przed nim wojsk. Wysyłał przodem zwiadowców i ci – około 35 km na południe od miasta Carrhae – zauważyli wrogą armię gotową do boju, lecz natychmiast zaatakowani, ponieśli straty. Rzymski wódz kazał swoim legionistom sformować „żółwia” – rzymski szyk obronny. Każdy bok szyku liczył po 12 kohort i oddział kawalerii. Skrzydłami dowodzili Publiusz Krassus i legat Kasjusz, a Marek Krassus pozostał w środku kwadratu. W takim szyku Rzymianie dotarli do strumienia Balissus (obecnie Balikh) i znaleźli się na równinie wybranej przez Surena na pole bitwy. 
Większość dowódców rzymskich była za założeniem obozu i pozostaniem w tym miejscu przez noc oraz zdobyciem informacji o liczebności przeciwnika. Do szybkiej akcji namawiał Krassusa jego syn. Był pewny siebie, widząc wyłącznie lekkozbrojnych łuczników. Nie wiedział, że partyjski wódz nakazał swoim katafraktom osłonić pancerze skórami i schować się za przednie linie. W pewnym momencie jednak, przy ogłuszającym i przerażającym dudnieniu tarabanów, katafrakci zrzucili okrycia z pancerzy i przypuścili atak. Plutarch opisał ten moment tak:

Na rozkaz dowódcy pole bitwy wypełnił głośny i przerażający grzmot. Partowie nie szli do bitwy do wtóru rogów czy trąb, ale mieli mosiężne bębny pokryte niewyprawioną skórą i w nie uderzali czyniąc hałas przypominający ryk dzikich zwierząt lub grzmoty. Wiedzieli, że te dźwięki wywołają drżenie serc i przestrach.

Gdy Suren zorientował się w głębokości rzymskiej formacji, która mogła wytrzymać impet ataku, zatrzymał szarżę ciężkozbrojnych i nakazał otoczyć wroga konnym łucznikom. Rzymianie przypuścili kontratak, ale zostali zatrzymani przez grad strzał, które przebijały rzymskie tarcze i pancerze. Konni łucznicy zaczęli zasypywać strzałami o stalowych grotach bezradnych, mogących się tylko chronić za tarczami Rzymian. Nieprzerwane dostawy strzał dla partyjskich łuczników zapewniało tysiąc arabskich jeźdźców na wielbłądach.
Marek Krassus nakazał Publiuszowi Krassusowi zaatakować szarżą oddziały partyjskie. Publiusz poprowadził do niej 1300 kawalerzystów, 500 łuczników i osiem kohort legionistów. Galijscy jeźdźcy, którzy walczyli z ogromną odwagą i determinacją, zostali jednak rozbici przez katafraktów, a Publiusz, nie chcąc trafić do niewoli, odebrał sobie życie. Jego odciętą głowę zatkniętą na włóczni Partowie pokazali Rzymianom. Główne siły rzymskie były masakrowane strzałami aż do zmroku, kiedy Partowie się wycofali.
Po zapadnięciu ciemności inicjatywę przejęli legaci Krassusa, Kasjusz i Oktawiusz, którzy nadzieję przeżycia pokładali w szybkim wycofaniu się pod osłonę murów Carrhae. Przed północą do miasta dotarł oddział kawalerii, który poprzedzał wycofujące się w chaosie główne siły, na które kawalerzyści nie czekali, rejterując w kierunku Eufratu. Dwutysięczny oddział piechoty rzymskiej, który odłączył się od głównej kolumny, został wycięty w pień przez ścigających Rzymian Partów. Wojska Krassusa do miasta wprowadził dowódca rzymskiego garnizonu, który wyszedł na pomoc Krassusowi. Tymczasem w Carrhae nie było zapasów potrzebnych dla wytrzymania długiego oblężenia. Obrońcy nie mogli też liczyć na pomoc z zewnątrz. Przeto Krassus postanowił wyrwać się kolejnej nocy i szukać schronienia w Armenii. Jednak jego przewodnik okazał się sympatykiem Partów, który zwodził Rzymian całą noc.

## Klęska
Kasjuszowi z pięciuset jeźdźcami udało się dotrzeć bezpiecznie do Syrii. Oktawiusz, inny z oficerów, dzięki zaufanym przewodnikom, schronił się w górach. O świcie Krassus, na czele resztek swych sił, podszedł do podnóża łańcucha górskiego i połączył się z Oktawiuszem. Tymczasem posłańcy Surenasa zaoferowali Krassusowi układy pokojowe. Przeczuwając podstęp, ale nie mając wyjścia, Krassus i Oktawiusz spotkali się z Partami. W trakcie rozmów doszło do utarczki, w czasie której Krassus zginął z rąk któregoś spośród dowódców partyjskich. Jego obciętą głowę zawieziono na dwór królewski, gdzie posłużyła jako rekwizyt w przedstawieniu Bachantek Eurypidesa.
Z pogromu uratowało się tylko 5000 legionistów, a 10 000 dostało się do niewoli. Tych ostatnich osiedlono w Sogdianie we wschodniej części imperium partyjskiego. W ręce Partów wpadły też orły legionowe, których zwrot wynegocjował dopiero w roku 20 p.n.e. cesarz August.

### Źródła
- Plutarch z Cheronei: Krassus. W: Żywoty sławnych mężów. T. III. Zakład Narodowy im. Ossolińskich, 2006, seria: Arcydzieła kultury antycznej.

### Opracowania
- Aleksander Krawczuk: Kronika starożytnego Rzymu. Warszawa: Wydawnictwo Iskry, 1994. ISBN 83-207-1432-X.
- Bryan Perrett: The Battle Book: Crucial Conflicts in History from 1469 BC to the Present. New York: Arms and Armour, 1993. ISBN 1-85409-125-5.
- Gareth C. Sampson: The Defear of Rome in the East: Crassus, the Parthians, and the Disasterous Battle of Carrhae, 53 BC. Philadelphia: Casemate, 2008. ISBN 1-932033-89-0.
- Raoul McLaughlin: The Roman Empire and the Silk Routes: The Ancient World Economy and the Empires of Parthia, Central Asia and Han China. Barnsley: Pen & Sword Book Ltd, 2016. ISBN 978-1-47383-374-6.